# Adolf Franke
Adolf Gustaw Franke (ur. 17 września 1861 w Tyńcu  – zm. 1923 w Częstochowie) – częstochowski chemik, przedsiębiorca, działacz społeczny, radny miasta Częstochowy.
Adolf Franke pochodził z Wielkopolski, był synem młynarza z Tyńca w powiecie kaliskim. Po studiach chemicznych zamieszkał w Częstochowie, gdzie w 1882 roku podjął pracę w farbiarni "Brass i Synowie" przy ul. Strażackiej, którą z czasem zaczął kierować jako dyrektor administracyjny i handlowy.

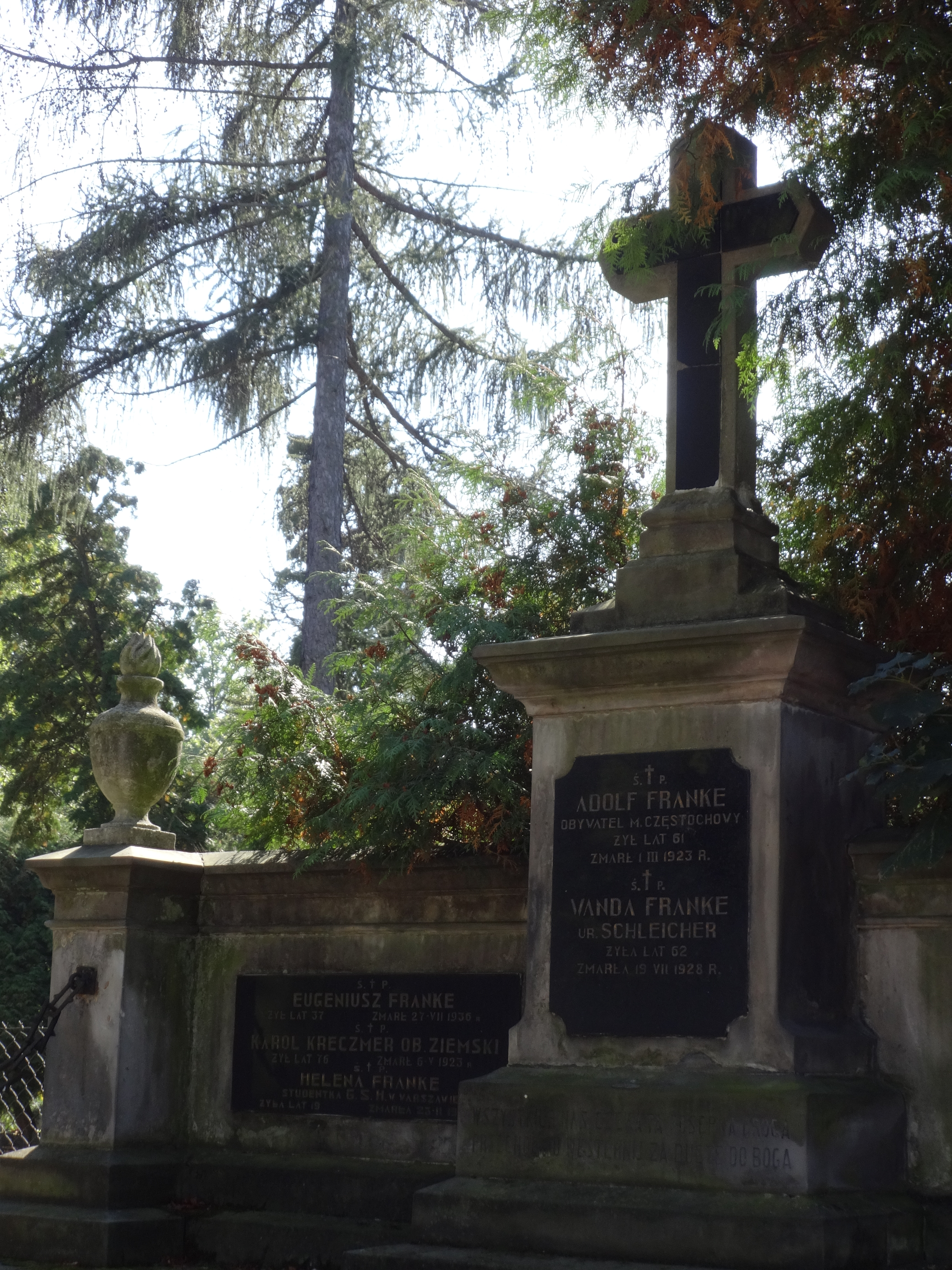
Grób rodziny Franków na cmentarzu ewangelicko-augsburskim w Częstochowie

W 1903 roku ukończona została budowa okazałej kamienicy na rogu obecnych ulicy Woodrowa Wilsona i Alei NMP, tzw. Domu Frankego, który stał się domem rodziny Franke. Jako ewangelik angażował się w działalność społeczności współwyznawców. Przewodniczył m.in. komitetowi budowy kościoła ewangelickiego u zbiegu obecnych ulic Śląskiej i Kopernika.
Zmarł w 1923 roku w Częstochowie, jego grób znajduje się w ewangelickiej części cmentarza św. Rocha przy ul. św. Rocha.
Jego synem był Alfred Franke, z zawodu lekarz chirurg.